# Opius agromyzicola
Opius agromyzicola är en stekelart som beskrevs av Fischer 1967. Opius agromyzicola ingår i släktet Opius och familjen bracksteklar. Arten är reproducerande i Sverige. Inga underarter finns listade i Catalogue of Life.